# Escut d'Ullà

Escut oficial d'Ullà

L'escut d'Ullà té dos símbols en referència als dos edificis religiosos que han marcat la història del poble d'Ullà (Baix Empordà): l'antic monestir de canonges agustins de Santa Maria, del segle xii, simbolitzat per la flor de lis, atribut de la Mare de Déu, i la nova església de Sant Andreu, on es va traslladar la comunitat augustiniana el 1804, representada pel sautor o creu de Sant Andreu.

## Escut heràldic
L'escut té el següent blasonament oficial:
| « | Escut caironat: d'atzur, un sautor ple d'argent, cantonat al cap d'una flor de lis d'argent. Per timbre, una corona mural de poble. | » |

Va ser aprovat el 13 de maig del 2005 i publicat al DOGC el 2 de juny del mateix any amb el número 4397.

## Bandera d'Ullà
La bandera d'Ullà té la següent descripció oficial:
| « | Bandera apaïsada, de proporcions dos d'alt per tres de llarg, blau clar, amb una aspa blanca de braços de gruix 1/8 de l'alçària del drap i amb una flor de lis blanca d'alçària 1/4 de la del mateix drap i amplària 1/8 de la llargària del mateix drap centrada a 3/32 de la vora superior. | » |

Va ser aprovada el 17 de març de 2006 i publicada en el DOGC el 4 d'abril del mateix any amb el número 4606.